# Virna De Angeli
Virna De Angeli (Gravedona, 27 febbraio 1976) è un'ex ostacolista e velocista italiana, vice-campionessa europea con la staffetta 4x400 m agli europei indoor di Gand del 2000 ed attuale detentrice del record italiano sui 400 m indoor.
Dieci volte campionessa italiana, è stata allenata da Francesco Uguagliati, nel 2012 commissario tecnico della Nazionale italiana di atletica leggera. È nella top ten delle migliori prestazioni italiane di tutti i tempi in quattro specialità: 100 m (10º posto), 200 m (9º posto), 400 m (3º posto) e 400 m hs (4º posto).

## Biografia
Comincia la carriera sui 400 metri ostacoli, laureandosi vice-campionessa mondiale juniores a 18 anni, dal 1997 passa stabilmente ai 400 metri piani.
Ex primatista italiana dei 400 metri con 51"31, tempo stabilito il 17 giugno 1997 a Bari, detiene tuttora, con 52".17, il record nazionale dei 400 metri indoor. È inoltre primatista italiana, sino al 2010, nella 4x400 con Perpoli, Spuri e Carbone con 3,26"69 e lo è stata anche sino al 2011 della 4x400 indoor con Carbone, Barbarino e Spuri con 3,35"01, ottenuto a Gand in occasione dell'argento europeo.
Ha partecipato a tre edizioni dei Giochi olimpici estivi da Atlanta 1996 ad Atene 2004..
Mamma di Alessia (nata nel giugno 2001), di Laura (nata nel febbraio 2012) e di Lorenzo (nato il 5 gennaio 2015), avuti dal maratoneta Stefano Baldini, il vincitore della maratona alle Olimpiadi di Atene 2004.

## Record nazionali
- 400 m indoor: 52"17 ( Stoccolma, 10 marzo 1996)
- 400 m: 51"31 ( Bari, 17 giugno 1997)
- Staffetta 4x400 m: 3'26"69 ( Parigi, 20 giugno 1999) - con Patrizia Spuri, Francesca Carbone e Danielle Perpoli
- Staffetta 4x400 m indoor: 3'35"01 ( Gand, 27 febbraio 2000) - con Patrizia Spuri, Francesca Carbone e Carla Barbarino

## Progressione
400 metri piani
| Stagione | Risultato | Luogo             | Data       | Rank. Mond. |
| -------- | --------- | ----------------- | ---------- | ----------- |
| 2006     | 54.14     | Malles            | 22/07/2006 |             |
| 2006     | 54.14     | Ponzano Veneto    | 30/06/2006 |             |
| 2005     | 53.92     | Ginevra           | 11/06/2005 |             |
| 2004     | 53.03     | Firenze           | 11/07/2004 |             |
| 2003     | 52.34     | Rieti             | 03/08/2003 |             |
| 2002     | 54.48     | Pergine Valsugana | 26/07/2002 |             |
| 2000     | 52.65     | Conegliano Veneto | 16/06/2000 |             |
| 1999     | 52.19     | Parigi            | 19/06/1999 |             |
| 1999     | 52.19     | Siviglia          | 28/05/1999 |             |
| 1998     | 52.90     | Roma              | 14/07/1998 |             |
| 1997     | 51.31     | Bari              | 17/06/1997 |             |
| 1996     | 51.68     | Atlanta           | 26/07/1996 |             |

## Palmarès
| Anno | Manifestazione          | Sede     | Evento            | Risultato    | Prestazione | Note                                     |
| ---- | ----------------------- | -------- | ----------------- | ------------ | ----------- | ---------------------------------------- |
| 1994 | Mondiali juniores       | Lisbona  | 400 m hs          | Argento      | 56"93       |                                          |
| 1997 | Giochi del Mediterraneo | Bari     | 400 m             | Oro          | 51"31       | Record dei campionati · Record nazionale |
| 1997 | Mondiali                | Atene    | Staffetta 4x400 m | 8ª           | 3,30"63     | [ 5 ]                                    |
| 1999 | Mondiali                | Siviglia | 400 m             | elim. quarti | 52"60       |                                          |
| 1999 | Mondiali                | Siviglia | Staffetta 4x400 m | 8ª           | 3,29"56     |                                          |
| 2000 | Europei indoor          | Gand     | 400 m             | elim. semif. | 53"37       |                                          |
| 2000 | Europei indoor          | Gand     | Staffetta 4x400 m | Argento      | 3,35"01     | Record nazionale                         |
| 2003 | Mondiali                | Parigi   | Staffetta 4x400 m | elim. batt.  | 3,32"00     |                                          |

## Campionati nazionali
1994
- ai Campionati italiani assoluti di atletica leggera, 400 m hs - 56"79

1995
- ai Campionati italiani assoluti di atletica leggera, 400 m hs - 57"71

1996
- ai Campionati italiani assoluti di atletica leggera indoor, 200 m - 23"62
- ai Campionati italiani assoluti di atletica leggera, 200 m - 23"41

1997
- ai Campionati italiani assoluti di atletica leggera indoor, 200 m - 23"39
- ai Campionati italiani assoluti di atletica leggera, 200 m - 23"33

1999
- ai Campionati italiani assoluti di atletica leggera, 400 m - 52"48
- ai Campionati italiani assoluti di atletica leggera indoor, 400 m - 53"30

2003
- ai Campionati italiani assoluti di atletica leggera, 400 m - 52"34

2004
- ai Campionati italiani assoluti di atletica leggera, 400 m - 53"03